# 서울 지장사 대웅전 신중도
지장사 대웅전 신중도(地藏寺 大雄殿 神衆圖)는 서울특별시 동작구 동작동 지장사에 있는 조선시대의 신중도이다. 1999년 5월 19일 서울특별시의 유형문화재 제118호로 지정되었다.

## 개요
지장사 대웅전 신중도는 불교를 옹호하는 수호신들을 묘사하고 있는 그림으로 원래는 불교의 신이 아니었으나 석가모니에 의해 불교가 성립되고 이웃 나라로 전래되면서 각기 그 지역의 토속신들을 포용하면서 화엄신중으로 편입된 신장들을 묘사하고 있는 불화이다.
이와 같은 신중도들은 조선시대에 들어와 불화의 삼단분단법이 고착되면서 대웅전을 비롯한 법당의 좌측 또는 우측의 단 위에 봉안되는 것이 상례화되었다. 오늘날 전하고 있는 대부분의 신중도들은 조선 후기에 제작된 것들이다.
화면의 중앙에는 투구를 쓴 채 무장을 하고 있는 형상으로 표현되고 있는 동진보살이 자리하고 있으며, 화면의 상단에는 동진보살과 역삼각형의 구도로 제석천왕과 대범천왕이 배치되고 있는데, 여타의 신중도와 마찬가지로 보살형의 모습으로 표현되고 있다.
비단 바탕에 적색과 녹색, 갈색을 주로 사용하여 채색하였으며, 크기는 가로 198cm, 세로 149cm이다. 화면에는 천룡과 범천, 제석 등을 중심으로 비교적 많은 권속들을 그려넣었는데, 좌우 대칭구도와 천룡과 제석 등이 이루는 역삼각형의 구도가 다소 복잡한 화면구성을 보이고 있다. 특히 천녀들이 20여 종에 달하는 각종의 악기를 연주하는 다양한 모습은 매우 뛰어나다.
인체를 불균형하게 표현한 점과 과장된 안면의 묘사 등이 19세기 불화의 특징을 보이고 있는 작품으로, 비록 색깔이 바래기는 하였으나, 조화로운 색채 구성으로 그림의 품격을 높이고 있다.

## 참고 자료
- 지장사대웅전신중도 - 국가유산청 국가유산포털

 본 문서에는 서울특별시에서 지식공유 프로젝트를 통해 퍼블릭 도메인으로 공개한 저작물을 기초로 작성된 내용이 포함되어 있습니다.